# Obertrogen
Obertrogen (westallgäuerisch: Drogə oder uf Trogə) ist ein Gemeindeteil des Markts Weiler-Simmerberg im  bayerisch-schwäbischen Landkreis Lindau (Bodensee).

## Geographie
Der Weiler liegt circa 2,5 Kilometer südlich des Hauptorts Weiler im Allgäu und zählt zur Region Westallgäu. Südwestlich des Orts befindet sich das Naturschutzgebiet Trogener Moore.

## Ortsname
Der Ortsname bezieht sich auf den Personennamen Trogo sowie der relativen Lage zu Untertrogen.

## Geschichte
Obertrogen wurde erstmals im Jahr 1569 als Oberthrögen urkundlich erwähnt. Im Jahr 1794 wurden im Ort sechs Häuser mit 42 Bewohnern gezählt. 2004 wurde die Kolpingkapelle St. Joseph geweiht.